# 子どもの権利運動
子どもの権利運動（こどものけんりうんどう）は、歴史的、近代的運動であり、世界中の子どもの権利に関する啓蒙、発展、回復の運動である。子どもの定義は歴史的に変遷しているが、国連の子どもの権利条約では、次のように子どもを定義している。「18歳未満の人。ただし、その者に適用される法律により、18歳以前に成人となった者を除く」 。国際法では、それ以外の「若者」、「青年」、「ティーンエイジャー」など、若い人を意味する言葉に決まった定義は与えられていない。

## 歴史

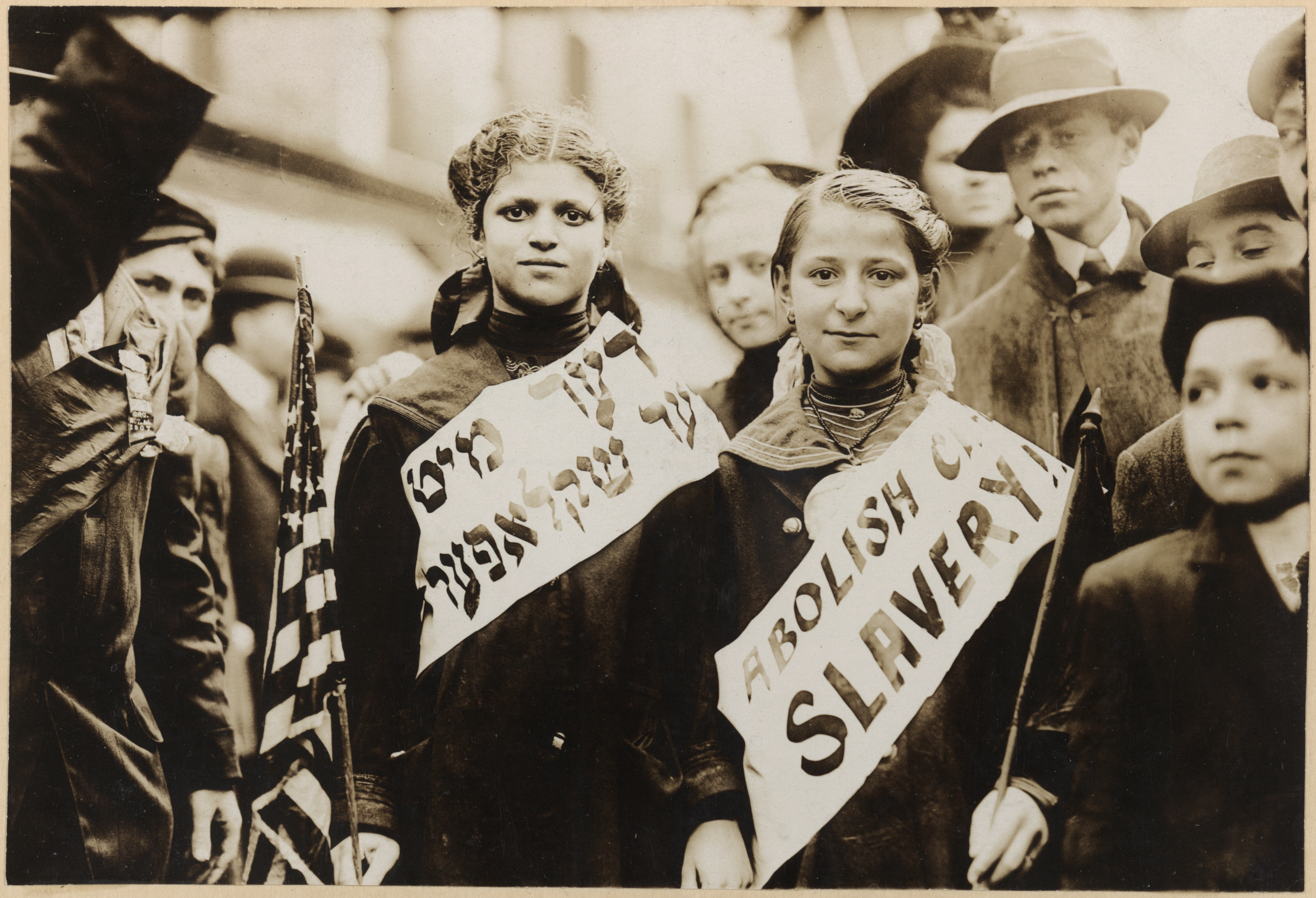
1800年代末期のアメリカ合衆国の青年活動家。

トーマス・スペンス（en:Thomas Spence）の『子どもの権利』（1796年）は、子どもの自然権についての英語による最初の著作である。
アメリカ合衆国においては、子どもの権利運動は、1800年代に孤児列車（en:Orphan_train）と共に始まった。大都市では、子どもの親が死んだ時には、子どもはしばしば自分を養うために働かなければならなかった。少年は、通常工場労働者または炭鉱労働者となり、少女は売春婦や酒場の女になるか、スウェットショップ（搾取工場）で働いた。これらの仕事は全て、飢えをしのぐほどの賃金しか支払われなかった。
1852年に、マサチューセッツ州は、子どもたちに学校に行くことを義務とした。1853年にチャールズ・ブレイス（en:Charles Brace） は、子ども援助協会を設立し、大都市の路上に暮らす子どもたちを受け入れるために尽力した。翌年、子どもたちは西部へ向かう「孤児列車」に乗せられた。西部では、子どもたちは農家などに養子縁組を通じて受け入れられ、仕事を与えられた。1929年までに、孤児列車は運転を止めたが、その間にニューヨークなど東海岸の大都市にいた浮浪児や孤児20万人以上が中西部に送られた。また孤児支援の方針は生き続けた。
全国子ども労働委員会は、子どもの労働を廃止することを目標として活動する機関であり、1890年代に設立された。その委員会は、苦労して一つの法律を通過させた。しかしその法律は、働くために子どもが契約をする権利を侵害しているとして、連邦最高裁判所で無効にされた。1924年に連邦議会は、子ども労働法に権限を与えるために、憲法の修正案を通過させるように動いた。この動きは阻止され、法案は結局成立しなかった。アメリカ全土で子どもの労働がなくなったのは、大恐慌になってからである。大恐慌では、大人たちは、子どもと同じ賃金で働くような仕事を求めるほど、他に良い仕事が無かったのである。1938年に、フランクリン・ルーズベルト大統領は、「公正な労働の基準の法律」に署名した。この法律で特筆すべきことは、いろいろな形態の子どもの労働に対して、制限を設けたことである。。
今や、子どもの労働は、世界の多くの場所で事実上根絶されており、運動の対象は他のことに向けられているが、第二次世界大戦が始まった時には、子どもや女性は再び労働力となり、運動は立ち止まったのであった。戦争では、何百万人もの大人と共に子どもたちも動員され、国が活動し続けるのを手伝うよう求められたのであった。ヨーロッパでは、子どもたちは、ナチスの体制に反対する運搬人、機密情報収集者、その他の地下のレジスタンスとして働いた。
アメリカのそうした法律は、ヨーロッパの法律には影響を与えなかった。たいていのヨーロッパの国では、子どもの労働は無くなっていたが、アメリカ合衆国ではそうではなかった。ドイツ軍は第二次世界大戦の末期においてティーンエイジャーを使ったが、それは例外である。この法律は、ヨーロッパの一部の国で以前に制定されていた法律を追随したものであった。

## 現在
20世紀の始めに、子どもの権利を、明白な認識を要求する権利として、大人の権利から切り離す考え方を、運動は推進し始めた。
ポーランド人の教育家ヤヌシュ・コルチャック は、『人はいかに子どもを愛するのか』（ワルシャワ、1919年）という本を書いて、子どもの権利について述べた。この本は後年、「尊重すべき子どもの権利」（ワルシャワ、1929年）という題に改められた。1917年、ロシア革命の後で、プロレタリアート文化機構のモスクワ部局は、子どもの権利宣言を行った。
しかしながら、子どもの権利を推進するための、最初の効果的な試みは、1923年にエグランティン・ジェブ（en:Eglantyne Jebb ）が起草した「子どもの権利宣言」であり、これは1924年に国際連盟により採択された。これは、国連において容認され、1959年に更新され、1989年にさらに広範囲にわたる「国連・子どもの権利条約」に置き換えられた。
1940年代の国連の構成と現在への拡張により、子どもの権利運動は、活動の焦点が世界的になっている。アメリカ合衆国の子どもたちが容易でない状況にある一方で、世界中の子どもたちは、ますます、非合法の強制された労働に従事し、性的損傷を受け、軍に従事し、性の不正取引を行っている。
いくつかの国際組織は、子どもを支援するために結集している。例えば、「セーブ・ザ・チルドレン」、「子どもの解放」、「子ども保護基金」などの組織である。
「子どもの権利の情報ネットワーク（en:CRIN）は、1983年に設立され、世界中の1600もの非政府組織の集団であり、国連の子どもの権利条約の遵守を提唱している。子どもの権利条約を批准した政府と同じように、この組織も各国について、条約遵守への進展度について報告している。
各国政府は、子どもの権利に関する国連委員会に対して、5年ごとに報告書を提出することが求められている。

## アメリカ合衆国
主要記事：アメリカ合衆国における子どもの権利の年表（en:Timeline_of_children's_rights_in_the_United_States）
アメリカ合衆国において、子どもの権利について長い歴史があるが、学者たちは「黄金時代」は無かったと主張している。
今日のアメリカ合衆国における、子どもの権利の提唱者たちは、世界の同僚たちよりも、より細かい議題を論じている。グループが主に注意を向けているのは、子どもの虐待、子どもの無視、子どもの死亡、里親ケア、里親ケアからの離脱、里親ケア配置の予防、養子縁組などである。
アメリカ合衆国における青年の権利を促進する長年の運動は、過去において相当な貢献をしてきた。

## イギリス
主な記事：イギリスにおける子どもの権利の年表（en:Timeline_of_children's_rights_in_the_United_Kingdom）
子どもの権利に反対する者の宣伝は、責任を伴わない権利への不安を掻き立てている。子どもの権利運動は、子どもの持つ権利が、大人や州や政府が責任を持つような権利であると述べている。
2003年の欧州人権裁判所ECHRの決定は次のように述べている。「子どもの人権と、そのために行政組織が熱心に実行すべき基準は、子どもの権利条約により説明されている」（2003年7月3日、欧州人権裁判所ECHR、大法廷の決定、サヒンとドイツより引用）。これにもかかわらず、イギリスは、UNCRCは法的に強制可能ではなく願望に過ぎないという立場を取っている。条約批准の18年後に、委託行政機関の4人の「子どものための行政長官」は、子どもの権利条約を国内法制度に取り入れて法的に強制可能にする採択を求めて一致協力している。

## 行政監察官制度（オンブズマンシップ）
いくつかの国では、子どもの権利について、行政監察官（オンブズマン）の組織を作っている。有名であるのはスウェーデン、フィンランド、ウクライナであり、子どもたちをその地位につけた最初の国である。ウクライナでは2005年末に、Ivan Cherevko とJulia Kruk が、子どもの権利の最初の行政監察官（オンブズマン）になった。

## 子どもの権利条約
国連の子どもの権利条約は、子どもの権利運動の根拠となる規範の概略を述べている。子どもの権利条約は、アメリカ合衆国とソマリアを除く全ての国で批准されている。ソマリアが批准できないのは、統治機構に欠けることが原因である。今のアメリカ政府が子どもの権利条約の批准に反対しているのは、「子どもの権利条約が、親・主権・州・地方の法律に中心的な役割を認めるアメリカ合衆国の政策と相反するという、重大な政治的、法的な懸念」による。

## 文献
1. ↑  (1989) "Convention on the Rights of the Child", United Nations. Retrieved 2/23/08.
2. ↑  "Children and youth", Human Rights Education Association. Retrieved 2/23/08.
3. ↑  Hakim, Joy (1995). A History of Us: War, Peace and all that Jazz. New York: Oxford University Press. ISBN 0-19-509514-6
4. ↑  Mally, Lynn (1990) (English). Culture of the Future: The Proletkult Movement in Revolutionary Russia. Berkeley: University of California Press. pp. p.180 2007年9月21日閲覧. "The Moscow Proletkult even passed a "Declaration of Children's Rights," which guaranteed that children could pick their own form of education, their own religion, and could even leave their parents if they chose"
5. ↑  Guggenheim, M. (2005) What's wrong with children's rights. Harvard University Press. p 1.
6. ↑  Children's Rights organizational website. Retrieved 2/28/08.
7. ↑  Report by the Secretary of State to the Congress. October 2003, Part 2.